# Haitimera paeninsularis
Haitimera paeninsularis – gatunek kosarza z podrzędu Laniatores i rodziny Agoristenidae. Jedyny znany przedstawiciel monotypowego rodzaju Haitimera.

## Występowanie
Gatunek jest endemiczny dla Haiti.